# دره آلای
دره آلای (به لاتین: Alay Valley) یک دره در قرقیزستان است که در استان اوش واقع شده‌است.